# أداد شوما إيدينا
أداد شوما إيدينا هو ملك بابلي والملك ال31 لسلالة بابل الثالثة الكاشية، خلف الحكم من والده كادشمان هاربي الثاني وخلفه في الحكم إبنه أداد شوما أصر، وحكم من سنة 1222 إلى 1217 ق م، حكم ل6 سنوات وتمكن خلالها الآشوريين من احتلال عاصمته دور كوريغالزو مرة أخرى.